# ヴァシュティ・バニヤン
ヴァシュティ・バニヤン（Vashti Bunyan、1945年3月2日 - ）は、イングランドのシンガーソングライター。
バニヤンは1970年にデビュー・アルバム『ジャスト・アナザー・ダイアモンド・デイ』をリリースした。このアルバムはほとんど売れず、落胆したバニヤンは音楽的なキャリアを放棄した。2000年までに彼女のアルバムはカルト的なファンを獲得し、再リリースされ、さらに多くの曲を録音し、30年の空白期間を経て、彼女の音楽キャリアの第二段階を開始した。その後、2005年に『ルックアフタリング』を、2014年には『ハートリープ』をリリースしている。 

## 生い立ちと教育
ヴァシュティ・バニヤンは1945年にニューカッスル・アポン・タインでジョン・バニヤンとヘレン・ウェバーの間に生まれ、生後6ヶ月でロンドンに移住した。彼女は『天路歴程』の作者ジョン・バニヤンの子孫と言われているが、これは彼女自身が否定している。1960年代初頭には、オックスフォード大学ラスキン・スクール・オブ・ドローイング・アンド・ファイン・アートで学んだが、美術ではなく音楽に焦点を当てていたために退学となった。

## 音楽のキャリア

### 1960年代
18歳でニューヨークに渡り、アルバム『フリーホイーリン・ボブ・ディラン』を通してボブ・ディランの音楽に出会い、フルタイムのミュージシャンになることを決意した。ロンドンに戻ると、彼女はローリング・ストーンズのマネージャー、アンドリュー・ルーグ・オールダムによって見出され、1965年6月、彼の指揮の下でミック・ジャガーとキース・リチャーズが書いた最初のシングル「Some Things Just Stick in Your Mind」をリリースした。ヴァシュティというシンプルな名前でリリースされたこの曲は、彼女自身の曲「I Want to Be Alone」がB面に収録されていた。このシングルと、カナダ人のピーター・スネルのプロデュースで1966年5月にコロムビアからリリースされた「Train Song」はあまり注目されなかった。この時期の唯一のリリースはトゥワイス・アズ・マッチの「The Coldest Night of the Year」での彼女の特徴的なボーカルで、1968年にオールダムのイミディエイト・レコードからリリースされた2枚目の最後のLP『That's All』に収録されたものである。
イミディエイト・レコードのために追加の曲を録音し、1967年のドキュメンタリー映画『トゥナイト・レッツ・オール・メイク・ラブ・イン・ロンドン』に「Winter Is Blue」を歌って短いながら出演した後、友人でシンガーソングライター仲間のドノヴァンが計画したコミューンに参加するために、当時のボーイフレンドだったロバート・ルイスと馬車に乗ってヘブリディーズ諸島まで旅をすることを決めた(「…南ロンドンからヘブリディーズまで。アウターヘブリディーズまで続けました」 ）。
この旅の間に彼女は曲を書き始め、最終的にはファースト・アルバム『ジャスト・アナザー・ダイアモンド・デイ』となった。
1968年のクリスマス、バニヤンは旅行からの休憩中に、友人を介してジョー・ボイドと出会い、彼はウィッチシーズン・プロダクションのために彼女の旅の歌のアルバムを録音することを申し出た。1年後、ヴァシュティはロンドンに戻り、 フェアポート・コンヴェンションのサイモン・ニコルとデイヴ・スウォーブリック 、インクレディブル・ストリングバンドのロビン・ウィリアムソン 、ストリング・アレンジャーのロバート・カービーの協力を得て、初のLPを録音した。このアルバムはフィリップス・レコードから1970年12月に発売され、温かいレビューを受けたが、聴衆を見つけるのに苦労した。
失望した彼女は音楽業界を離れ、インクレディブル・ストリングス・バンドのコテージに移り住み、その後アイルランドに移住してからスコットランドに戻った。その後の30年間の多くは3人の子供を育てるために費やされた。この間、彼女は全く知らなかったが、オリジナル・アルバムはゆっくりと当時の最も人気のあるレコードの一つとなっていた。このレコードはDiscogsで$3,946以上でオンライン販売されている。

### 2000年〜現在
2000年には『ジャスト・アナザー・ダイアモンド・デイ』がボーナストラック付きCDとして再発売され、デヴェンドラ・バンハートやジョアンナ・ニューサムなどの新世代のフォークアーティストへの影響を確実なものにした。2001年、バンハートはバニヤンにアドバイスを求めて手紙を書き、彼女の作品を引用している多くの現代のパフォーマーたちとのつながりを持つようになった。2002年、バニヤンはピアノ・マジックのミュージシャン、グレン・ジョンソンに招かれ、彼の曲「Crown of the Lost」のゲスト・ボーカルを担当した。
それ以来、バニヤンはデヴェンドラ・バンハートやアニマル・コレクティヴのリリースでも共演している。
2005年、彼女はファースト・アルバムから約35年ぶりとなるセカンド・アルバム『ルックアフタリング』を録音し、ファットキャット・レコーズからリリースした。このアルバムは作曲家マックス・リヒターのプロデュースによるもので、バンハート、ジョアンナ・ニューサム、アデム、カリティック・カンパニーのケヴィン・バーカー、エスパーズのオットー・ハウザー、マイス・パレードのアダム・ピアースなど、現代のフォロワーの多くが参加している。批評家やファンからも好評を博した。

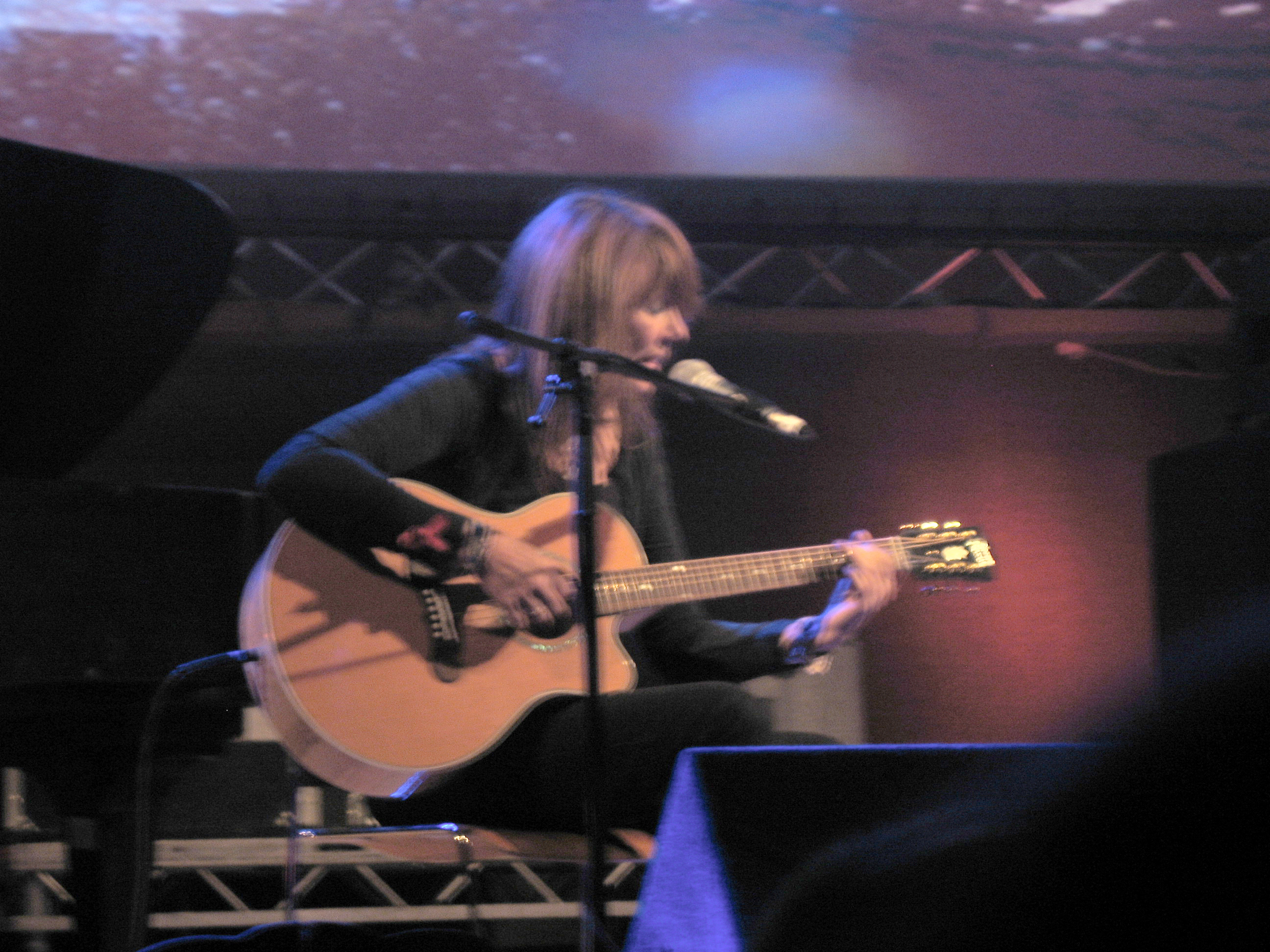
2006年にレスターのサマー・サンデー・フェスティバルに出演するバニヤン

2006年秋、バニヤンは一時的なバンドを結成し、カナダとアメリカでの短い北米ツアーに乗り出した。彼女は自身のソロ・アルバムからの曲と、未発表のオールダム・セッションからのレアな曲を演奏した。彼女の音楽は、「Just Another Diamond Day」がT-モバイルのテレビ広告でカバーされ使用されたことで、より多くの人に知られるようになった。「Train Song」は、2008年にリーボックがNFLの広告で、2014年にTVシリーズ『TRUE DETECTIVE』のサウンドトラックの一部として、そして2015年にアマゾン・オリジナル・シリーズ『パトリオット』オープニングクレジットの曲として使用されてさらに注目を集めた。
2007年には小説家のロッジ・グラスと共同で、スコットランドの作家とスコットランドの歌手（バニヤンはエディンバラ在住）を組み合わせたコンピレーション・アルバム『Ballads of the Book』に収録された「The Fire」という曲で共演した。
バニヤンはまた、元ジャックのフロントマン、アンソニー・レイノルズのデビュー・ソロ・アルバム『British Ballads』の3曲にもボーカルを提供している。
バニヤンは「Country Girl」「Just So You Know」「Song of Leaving」の3曲でレイノルズとともに歌った。
2007年10月には1960年代半ばのシングルと未発表のデモを集めたコンピレーション・アルバム『サム・シングス・ジャスト・スティック・イン・ユア・マインド』がリリースされた 。
2008年1月、ヴァシュティはニュー・アルバムのレコーディング中であることを明かした。「ちょうど今、曲を書いているところです。1曲だけの完成した曲と、たくさんの断片を持っています。5月までに完成させることになっているんだけど、それは無理そうです」。
2008年6月、ヴァシュティはマッシヴ・アタックのメルトダウン・フェスティヴァルの一環としてロンドンのロイヤル・フェスティバル・ホールにヘリテージ・オーケストラと共に出演し、ヴァンゲリスの『ブレードランナー』のサウンドトラックのライブ・パフォーマンスで、オリジナル・レコーディングでメアリーホプキンが歌った「レイチェルの歌」を歌った。
2008年10月、キーラン・エヴァンス監督による長編ドキュメンタリー『Vashti Bunyan: From Here To Before』が、タイムズBFIロンドン映画祭でワールドプレミア上映された。このドキュメンタリーは、イギリス諸島を横断したバニヤンの旅を辿り、彼女の最初の注目を集めたロンドンでのコンサートを背景にしている。この作品は、彼女のイギリス旅行を主な物語の構造として使用している。このアルバムは、最初の時と同じように、その旅のサウンドトラックを提供している。
2011年、バニヤンはトリビュート・アルバム『Johnny Boy Would Love This...A Tribute to John Martyn』で故ジョン・マーティンの「Head and Heart」をカヴァーした。
2014年6月、バニヤンは3枚目にして最後のアルバム『ハートリープ』を発表した。バニヤンは「このアルバムの全体的なポイントは、最終的に自分の頭の中にある音楽を自分で録音できる方法を学ぶことでした。私は音楽を読むことも書くこともできないし、一度に複数の手でピアノを弾くこともできないけど、自分の頭の中にある音楽を自分で録音できることが大好きです。私は何年もかけてこれらの曲を作り上げてきました。このアルバムは他の方法では生まれなかったでしょう」と書いている。『ハートリープ』は、アメリカでは10月7日にDiCristinaから、イギリスでは10月6日にファットキャットからリリースされた。
ジャケットのアートワークはバニヤンの娘で、『ルックアフタリング』のアートワークも手がけたウィン・ルイス（Whyn Lewis）が担当している。

## 反応
2008年、バニヤンは「デヴェンドラ・バンハートやアデムを含む新世代のフォーク実験家」を鼓舞する彼女の役割で、「フリークフォークのゴッドマザー」と名付けられた。彼女の音楽は、フォーク、サイケデリック・フォーク、または新しいフォークとしても分類されている。

## ディスコグラフィ

### スタジオ・アルバム
- 『ジャスト・アナザー・ダイアモンド・デイ』 - Just Another Diamond Day (1970年、フィリップス)
- 『ルックアフタリング』 - Lookaftering (2005年、ファットキャット)
- 『ハートリープ』 - Heartleap (2014年、ファットキャット)

### コンピレーション・アルバム
- 『サム・シングス・ジャスト・スティック・イン・ユア・マインド』 - Some Things Just Stick in Your Mind - Singles and Demos 1964 to 1967 (2007年、ファットキャット / Spinney)

### シングル
- "Some Things Just Stick in Your Mind" / "I Want To Be Alone" (1965年、デッカ) ※ヴァシュティ名義
- "Train Song" / "Love Song" (1966年、コロムビア) ※ヴァシュティ名義

### 参加コンピレーション・アルバム
- Tonite Let's All Make Love in London （1967年）
  - "Winter Is Blue" ※ヴァシュティ名義
  - "Winter Is Blue (Reprise)" ※ヴァシュティ名義
- Circus Days – UK Psychedelic Obscurities 1966–70 Vol.1（1990年）
  - "I'd Like To Walk Around in Your Mind" ※ヴァシュティ名義
- A Pot By Any Other Name（2001年）（プトレマイオス・テラスコープ誌発行の編集）
  - "17 Pink Sugar Elephants"（1966年録音）（"Train Song"の初期のバリエーション）
- Instant Karma（2002年）
  - "Winter Is Blue" ※ヴァシュティ名義（Tonite Let's All Make Love in Londonの曲を組み合わせたバージョン）
- Folk Rock and Faithfull: Dream Babes Vol. 5（2004年）
  - "Train Song"（1966年録音） ※ヴァシュティ名義
  - "Love Song"（1966年録音） ※ヴァシュティ名義
- The Golden Apples of the Sun 2004年）
  - "Rejoicing in the Hands"（ デヴェンドラ・バンハートと共演）
- The Enlightened Family: A Collection Of Lost Songs （2005年）
  - "Song of a Wishwanderer"（1968年録音）
- Not Alone（2006年）
  - "Same But Different"
- Ballads of the Book （2007年）
  - "The Fire"（Rodge Glassの歌詞）
- Gather in the Mushrooms – The British Acid-Folk Underground (キノコに集まる–英国のアシッド＝フォーク・アンダーグラウンド) 1968 – 1974 （2004年）
  - "Winter Is Blue"
- Way to Blue: The Songs of Nick Drake（2013年）
  - "Which Will"

### 参加アルバム
- トゥワイス・アズ・マッチ – That's All（1970年）
  - "Coldest Night of the Year"（1967年録音）
- ピアノ・マジック – Writers Without Homes（2002年）
  - "Crown of the Lost"
- ピアノ・マジック – Saint Marie EP（2004年）
  - "Dark Ages"
- デヴェンドラ・バンハート – Rejoicing in the Hands（2004年）
  - "Rejoicing in the Hands"
- アニマル・コレクティヴ – Prospect Hummer （2005年）
  - "It's You"
  - "Prospect Hummer"
  - "I Remember Learning How to Dive"
- ヴェティヴァー – Thing of the Past （2008年）
  - "Sleep a Million Years"
- ダッドリー・ベンソン –Forest: Songs by Hirini Melbourne（2010年）
  - "Tui"
- ウィー/オア/ミー – The Walking Hour (2013年)
  - "Time"
- デヴェンドラ・バンハート – Ma
  - "Will I See You Tonight?"

## ポピュラーカルチャーの中で
- 彼女の声は、バンド・セイント・エティエンヌの音楽を取り上げたロンドンのドキュメンタリー『Saint Etienne Presents Finisterre』（2005年）で聴かれた。
- 友人であり、フォークシンガー仲間であり、長年のファンでもあるデヴェンドラ・バンハートは、いくつかのコンサートの前に腕に彼女の名前を書いていると伝えられている。
- ラッシュは彼女の曲「あなたの心の中を歩きたい (I'd Like To Walk Around in Your Mind)」をカバーした。 彼らはサーカス・デイズのコンピレーションからこの曲を知った。
- ベン・ギバードとファイストが演奏した「Train Song」のカヴァーは、HIV/AIDS啓発とレッド・ホット・オーガニゼーションに恩恵を与えたチャリティー・コンピレーション『Dark Was The Night』に収録されている。このアルバムは2009年2月17日に4ADからリリースされた。
- "Diamond Day" はイギリスの人気ティーン向けコメディ・ドラマ『スキンズ』第3シリーズ（2009年）第6話「Naomi」で使用された。
- 彼女の曲「Here Before」はスウェーデンのアーティスト、フィーバー・レイにカバーされ、2009年のシングル「Stranger Than Kindness」のB面としてリリースされた。
- 「Here Before」は、2008年のBBC制作の映画『Heist』のサウンドトラックにも使用されている。
- 彼女は2008年のアルバム『CSI:Ambleside』に収録されたハーフマン・ハーフビスケットの曲「Totnes Bickering Fair」に名前が出てくる。
- ヴァシュティの1970年代のバック・トゥ・ザ・ランド・カウンター・カルチャーとの重要なつながりと、彼女の作品における「自然」の洞察に満ちた表現は、地理学者キース・ハーフクリーの2009年の学術論文で論じられている（『"Glow worms show the path we have to tread": the counterurbanisation of Vashti Bunyan』、Social and Cultural Geography 10: 771-789）。
- 「Train Song」は、サムスンの2011年のSMART TVのCMのBGMに選ばれた。
- 「Train Song」は、2014年のHBOテレビ番組『TRUE DETECTIVE』でも使用されている。
- 「Train Song」は、2017年のAmazonオリジナルシリーズ『パトリオット』のオープニング・クレジットで使用された。